# Ina Hout
Ina Hout  (* 24. Oktober 2001 in Berlin) ist eine deutsche Schauspielerin, Drehbuchautorin und Regisseurin.

## Ausbildung
Im Alter von fünfzehn Jahren zog die Jugendliche in die Vereinigten Staaten. Ihr Gastvater in der Hauptstadt von Texas war Schauspiellehrer. Sie nahm an mehreren Workshops der Thespian Company teil. Nach der Rückkehr in die deutsche Bundeshauptstadt nutzte Hout weitere Möglichkeiten, um sich fortzubilden. Sie nahm unter anderem am Cours Florent Workshop von Daniel Brockhaus teil, ebenso an einem Stimmtraining und an einem Coaching zur Schaulspieltechnik. 2021 begann sie ein Studium der Filmwissenschaften an der Freien Universität Berlin, welches sie jedoch vorzeitig beendete. Seit 2024 wird sie an der Filmuniversität Babelsberg Konrad Wolf im Studiengang Drehbuch/Dramaturgie ausgebildet.

## Karriere

### Theater
Zum ersten Mal auf der Bühne stand die damals Sechsjährige in der Deutschen Oper Berlin als Dolore in Madama Butterfly. Ein Jahr später spielte sie in Der Ring des Nibelungen einen Zwerg. Weitere Rollen in ihrer Kindheit am größten Opernhaus Berlins waren 2009 die Brautjungfer in Lohengrin, 2010 der erste Knabe in Das Märchen von der Zauberflöte und 2011 das Bettlermädchen in La Boheme. Während ihres Aufenthalts in den Vereinigten Staaten trat sie in Dallas 2017 als Judy in Night Of The Living Dead und eine Saison später als Helena in A Midsummer Night’s Dream  sowie im Musical Disneys Junior Mulan als Mulan auf.

### Film
In den ersten beiden Jahren ihres Schaffens als Filmschauspielerin wirkte Ina Hout vor allem in Kurzfilmen mit. In dieser Zeit entstand auch mit What I want ihr erstes Werk, in dem sie die Hauptrolle Mia verkörperte, für das sie das Drehbuch schrieb und bei dem sie die Regie führte. Weitere Rollen in diesem Zeitraum waren die Alice in A Dream away und die Narcisse in Envy. 2024 wagte sich die Berlinerin als Drehbuchautorin und Regisseurin sowie als Hauptdarstellerin auch an ihren ersten Spielfilm heran. In Don't Judge my Book by Its Fu**ing Cover war sie als Alexandra aktiv.
Einem größeren Publikum wurde sie im Jahr zuvor als Dana Kral in der zweiten Folge Muttergefühle der ersten Staffel Mit Herz und Holly und später vor allem als Polizeiobermeisterin Antonia Wittenbach in der Kriminalserie SOKO Potsdam bekannt. Im 2024 für das ZDF  produzierten Film der Inga Lindström Reihe Ein schöner Schein spielt sie die Postbotin Finja, die mit Unterstützung eines Beziehungsratgebers versucht, ihren Exfreund zurückzuerobern.

## Theaterstücke
- 2007: Madame Butterfly als Dolore (Deutsche Oper Berlin)
- 2008: Der Ring der Nibelungen als Zwerg (Deutsche Oper Berlin)
- 2009: Lohengrin als Brautjungfer  (Deutsche Oper Berlin)
- 2010: Das Märchen von der Zauberflöte als erster Knabe (Deutsche Oper Berlin)
- 2011: La Boheme als das Bettlermädchen (Deutsche Oper Berlin)
- 2017: Night Of The Living Dead als Judy (W. H. Adamson High School, Dallas)
- 2018: A Midsummer Night`s Dream als Helena (W. H. Adamson High School, Dallas)
- 2018: Musical - Disney's Mulan JR. als Mulan (W. H. Adamson High School, Dallas)

## Filmografie (Auswahl)

### Filme
- 2021: A Dream away (Kurzfilm)
- 2022: What I want (Kurzfilm, auch Drehbuch und Regie)
- 2022: Envy (Kurzfilm)
- 2023: Mit Herz und Holly Folge: Muttergefühle
- 2023: September Babies
- 2024: Don't Judge my Book by Its Fu**ing Cover (auch Drehbuch und Regie)

### Serien
- 2023: SOKO Potsdam 6. Staffel Folge 66 (Tod frei Haus)
- 2024: SOKO Potsdam 7. Staffel ab Folge 68

## Auszeichnungen
- 2022: Nominierung als Best Lead Actress in Sensei Tokyo Filmfest (Kurzfilm)